# 范家屯站
范家屯站是一个京哈线上的铁路车站，位于吉林公主岭市范家屯镇，建于1901年，目前为三等站，邮政编码为136105。目前客运：办理旅客乘降；行李、包裹托运；货运：办理整车、零担货物发到；办理整车货物承运前保管。